# الکساندرا زابلینا

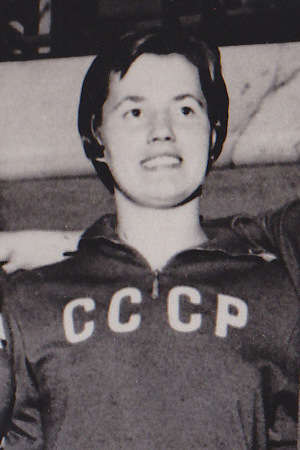
الکساندرا زابلینا - ۱۹۶۰

الکساندرا زابلینا (به روسی: Александра Забелина - Alexandra Zabelina) ورزشکار زن رشتهٔ شمشیربازی اهل کشور اتحاد جماهیر شوروی بود. وی در بین سال‌های ‎۱۹۶۰ تا ۱۹۷۲ میلادی در مسابقات بازی‌های المپیک تابستانی در مجموع ۳ مدال طلا را کسب کرد. او در ۲۷ مارس ۲۰۲۲ درگذشت.